# Lake Okaro
Der Lake Okaro ist ein See im Rotorua District in der Region Bay of Plenty auf der Nordinsel von Neuseeland.

## Geographie
Der Lake Okaro befindet sich rund 1,1 km südlich des Waimangu Valley, rund 3,0 km südwestlich des Lake Rotomahana und rund 1,65 km ostnordöstlich des Abzweigs des New Zealand State Highway 38 vom New Zealand State Highway 5. Mit einem Seeumfang von rund 2,18 km erstreckt sich das Gewässer über eine Länge von rund 690 m in Nordnordwest-Südsüdost-Richtung und misst an seiner breitesten Stelle rund 570 m in Westsüdwest-Ostnordost-Richtung. Der rund 30 Hektar große See ist von landwirtschaftlich genutzten Flächen umgeben und wird von Westen her von kleineren Bächen gespeist. An seiner Südost-Seite entwässert der Lake Okaro in Richtung des Haumi Stream, der seine Wässer über den Waimangu Stream dem Lake Rotomahana zuführt.
Der See misst an seiner tiefsten Stelle 18 m und verfügt über eine mittlere Seetiefe von rund 12 m.